# Oortov oblak
Oortov oblak (ponekad se naziva i Öpik-Oortov oblak) pretpostavljeni je sferni oblak kometskih jezgri na udaljenostima oko 50 000 do 100 000 AJ od Sunca.

## Povijest ideje
Kometi pri svakom prolazu pokraj Sunca razvijanjem repa izgube i do desettisućiti dio svoje mase. S obzirom na to da neki kometi imaju relativno kratke periode (npr. Halleyjev komet - oko 76 godina), astronomima je odavno postalo jasno da je životni vijek kometa ograničen na tek desetak tisuća ophoda oko Sunca, što je znatno manje od starosti sunčevog sustava (oko 4 i pol milijarde godina). S obzirom na to da su kometi relativno česta pojava, mora postojati nekakav izvor kometa u vanjskom dijelu sunčevog sustava.
Godine 1932. Ernst Öpik, estonski astronom, prvi je iznio ideju da kometi dolaze iz oblaka smještenog na rubu sunčevog sustava.
Nizozemac Jan Hendrik Oort prvi je, na osnovu zapaženih orbitalnih karakteristika dugo-periodičkih kometa, 1950. godine predložio postojanje sfernog oblaka kometskih jezgri na udaljenosti od oko 50 000 AJ od Sunca koja bi sadržavala stotine milijarda potencijalnih kometa. Prema Oortu, prolasci susjednih zvijezda pokraj sunčevog sustava izazivaju poremećaje u gibanjima kometa, od kojih se neki obruše prema Suncu. Oortov oblak je vrlo daleko, pa je komete koji tamo borave nemoguće snimiti čak i najsuvremenijim teleskopima.

## Osnovne značajke
Oortov oblak je ogroman sferni oblak kometskih jezgri koji čini granicu sunčevog sustava. Ova je ljuska najgušća na udaljenostima od oko 50 000 astronomskih jedinica, a preteže se i do 200 000 AJ daleko u svemir. Oortov oblak je vrlo rijedak, pa su kometi u prosjeku međusobno udaljeni na desetke milijuna kilometara. Broj kometa procijenjen je na 6 bilijuna (6·1012), a ukupna im je masa oko 40 puta veća od mase Zemlje. Vjeruje se da se oblak sastoji od relativno gušćeg prstena u ravnini ekliptike, te nešto rjeđe ljuske. Temperatura tijela u Oortovom oblaku iznosi oko 4 K.
Oortov oblak izvor je dugo-periodičkih kometa. Kometi iz Oortovog oblaka gravitacijski su vrlo slabo vezani za Sunce, pa vanjski gravitacijski utjecaji lako poremete njihove putanje preusmjeravajući ih prema unutrašnjosti sunčevog sustava ili međuzvjezdanom prostoru. Pored dugo-periodičkih kometa, smatra se da i kometi s periodima osrednjeg trajanja i s velikim inklinacijama, kao Halley i Swift-Tuttle, također potječu iz Oortovog oblaka.
Pored zvijezda u prolazu, uzroci promjena putanje kometa mogu biti prolasci velikih oblaka molekularnog vodika i galaktičke plimne sile. Veliki vodikovi oblaci, od kakvih nastaju zvijezde i njihovi planetarni sustavi, mogu biti višestruko veće mase od Sunca, a susrećemo ih u prosjeku jednom u 300 do 500 milijuna godina. Galaktičke plimne sile posljedica su različitih udaljenosti Sunca i kometa od središta naše galaksije. Na udaljenostima od 200 000 AJ galaktičke plimne sile imaju veći utjecaj na gibanje kometa od gravitacijske sile Sunca, pa se kometi iz ovih prostora lako izgube u međuzvjezdanom prostoru.
Smatra se da su tijela koja čine Oortov oblak nastala na vrlo raznolikim udaljenostima od Sunca, što objašnjava raznolikost u sastavu dugo-periodičkih kometa, koji potječu iz ovog područja.

## Vanjske poveznice
- Astronomska sekcija Fizikalnog društva Split - Oortov oblak  Arhivirana inačica izvorne stranice od 29. listopada 2005. (Wayback Machine)